# Jesper Florén
Jesper Florén (* 11. September 1990 in Örebro) ist ein ehemaliger schwedischer Fußballspieler. Der Defensivspieler, der diverse Jugendmannschaften des Svenska Fotbollförbundet durchlief, spielte für IF Elfsborg, GAIS, Gefle IF und Västerås SK im schwedischen Profibereich.

## Werdegang
Florén begann mit dem Fußballspielen beim Rynninge IK, ehe er sich BK Forward anschloss. Dort machte er frühzeitig die Verantwortlichen des Svenska Fotbollförbundet auf sich aufmerksam und debütierte im August 2005 anlässlich des ersten Länderspiels seines Jahrgangs in der U-15-Schülerauswahl, das mit einem 3:1-Erfolg gegen eine finnische Nachwuchsauswahl endete. Während er sich in der Landesauswahl etablierte, entdeckte ihn auch der niederländische Klub Ajax Amsterdam, in dessen Nachwuchsakademie er 2006 wechselte. 
Im Sommer 2008 kehrte Florén nach Schweden zurück und schloss sich IF Elfsborg an. Für den Klub aus Borås debütierte er im UEFA Intertoto Cup gegen den schottischen Vertreter Hibernian Edinburgh in der ersten Mannschaft. Kurze Zeit später führte er die Nachwuchsmannschaft des Klubs als Torschütze im Endspiel zum ersten Sieg im Gothia Cup nach 33 Jahren. Anschließend kam er bis zum Ende der Spielzeit 2008 unter Trainer Magnus Haglund zu zwei Kurzeinsätzen in der Allsvenskan. Nachdem er auch in der folgenden Saison zwei Kurzeinsätze hatte und in der ersten Hälfte der Spielzeit 2010 ohne Spielzeit gewesen war, verlieh ihn der Klub im Sommer 2010 für die zweite Saisonhälfte an den Ligakonkurrenten GAIS, um ihm Spielzeit zur Weiterentwicklung zukommen zu lassen. Hier bestritt er bis zum Saisonende 14 Ligaspiele, blieb aber ohne Torerfolg. Kurz nach Öffnen der Transferperiode im Januar 2011 verlängerte IFE den Leihvertrag mit GAIS um ein weiteres Jahr. Im Frühjahr 2012 nahm ihn der Klub fest unter Vertrag. Am Ende der Spielzeit 2012 stieg er mit dem Klub als Schlusslicht in die zweitklassige Superettan ab. In der Zweitliga-Spielzeit 2013 kam er auf 23 Einsätze, als Tabellensiebter verpasste er mit dem Göteborger Klub jedoch den Wiederaufstieg deutlich.
2014 wechselte Florén nach Auslaufen seines Vertrags in Göteborg zurück in die Allsvenskan zu Gefle IF. Dem Klub blieb er auch nach dem zwischenzeitlichen Zweitligaabstieg treu und verlängerte mehrfach seinen Kontrakt, zuletzt im November 2017 um zwei Jahre. Nach dem Abstieg des Klubs in die drittklassige Division 1 am Ende der  Zweitliga-Spielzeit 2018 trennten sich jedoch die Wege. Im Januar 2019 schloss er sich dem Zweitligaaufsteiger Västerås SK an, bei dem er einen Zwei-Jahres-Vertrag unterzeichnete. In der Spielzeit 2020 kam er kaum noch zum Einsatz, so dass sein Vertrag Ende 2020 auslief und er zunächst ohne Verein war. 
Florén ließ seine Karriere anschließend unterklassig ausklingen, als er sich im Spätsommer 2021 dem Amateurklub Syrianska Eskilstuna IF anschloss, wo mit Karwan Safari ein weiterer Ex-Profi spielte.